# Беляева, Валентина Александровна
Валентина Александровна Беляева (род. 1941, Кирсанов, Тамбовская область) — советский и российский ученый в области педагогики. Доктор педагогических наук, профессор, директор Научно-образовательного центра духовно-нравственной культуры и воспитания Рязанского государственного университета им. С. А. Есенина.

## Биография
Валентина Александровна Беляева родилась в городе Кирсанове Тамбовской области. Окончила школу в 1957 году. В школьные годы активно участвовала в жизни школы, защищала её честь на конкурсах и в спортивных мероприятиях. За свою деятельность была награждена не только школьными грамотами, но и наградами районного и областного уровней.
В 1961 году окончила факультет физического воспитания Тамбовского государственного педагогического института. Во время учебы защищала спортивную честь области на Спартакиаде СССР и других крупных соревнованиях, выполнила норматив Мастера спорта по лыжам и Кандидата мастера спорта по велосипедному спорту.
После института была направлена на работу учителем физической культуры в Кирсанов.
В 1962 году была приглашена на работу в Рязанский радиотехнический институт на кафедру физического воспитания, а также поступила на вечерний факультет электроники того же института. В 1964 году, сдав недостающие предметы, перешла на факультет автоматики и телемеханики. Затем, работая в секретной лаборатории вуза, подготовила и отлично защитила диплом инженера.
В 1968 году Валентина Александровна вышла замуж и родила дочь Ольгу.
С 1969 года по 1974 год преподавала дисциплину «Сопротивление материалов» в высшем военном автомобильном институте.
В 1975 году поступила в аспирантуру при кафедре педагогики Рязанского педагогического института и в 1978 году успешно защитила диссертацию по проблеме физического самовоспитания студентов. После защиты до 1986 года занимала должность доцента кафедры педагогики РГПИ.
С 1986 года по 1988 год была заведующей кафедрой физической культуры в РГПИ.
С 1988 года по 2010 год — заведующая кафедрой педагогики РГУ имени С. А. Есенина.
С 1995 года по 2010 год Валентина Александровна стала руководителем Центра православной педагогической культуры.
С 1996 года ежегодно принимала участие в роли организатора международной научно-практической конференции «Покровские образовательные чтения». Валентина Александровна Беляева была одним из инициаторов и организаторов строительства университетского православного Покровско-Татьянинского Храма, который в 2001 году был освящен, и в этом же году Валентина Александровна добилась лицензирования в РГУ отделения теологии.
За свою деятельность она награждена:
- Орденом третьей степени святого князя Даниила московского 5 (вручал лично Патриарх Алексий II)
- Серебряным Крестом
- Имеет награды от Министерства образования и РГУ имени С. А. Есенина.

В область научных интересов Валентины Александровны входят: педагогика, духовно-нравственные аспекты воспитания.
Автор более 300 научных публикаций

## Избранные научные труды
1. Педагогические основы самовоспитания будущих учителей средствами физической культуры [Текст] / В. А. Беляева // Теория и практика физической культуры. — 1982. — № 10. — С. 36-38.
2. Духовно-нравственное становление и развитие личности учителя в контексте светской и православной педагогической культуры [Текст] : моногр. / В. А. Беляева. — Рязань: РИРО, 1998. — 135с.
3. Духовно-нравственное воспитание личности в системе дополнительного образования [Текст] / В. А. Беляева. // Дополнительное образование. — 2000. — № 2. — С. 10-14.
4. Личностно-ориентированные технологии как необходимое условие эффективности реализации ГОСА высшего профессионального образования [Текст] / В. А. Беляева. — Рязань: РГПУ, — 2001.
5. Ценностные ориентиры духовно-нравственного воспитания и развития личности в теории и опыте светской и православной педагогической культуры [Тезисы] / В. А. Беляева // Философско-исторические основы общего образования в России. — М.: РАО, 2002.
6. Тенденция развития идей отечественных ученых в решении современных проблем духовно-нравственного воспитания молодежи [Текст] / В. А. Беляева // Личность студента в образовательно-развивающем пространстве физической культуры: тезисы докладов Всерос. науч.-практ. конф. 11 — 13 сентября 2003 года. Ч. 1. — М.: МГПУ, 2003. — С. 250—253.
7. Проблема духовно-нравственного воспитания будущего учителя в образовательном пространстве вуза [Текст] / В. А. Беляева // Образование. — 2004. — № 6. — С. 56-64.
8. Методология профессионального образования и духовно-нравственного воспитания [Текст] / В. А. Беляева // Теория и практика модернизации образования в российских регионах: третьи Покровские чтения: сб. материалов. — Рязань: РГПУ, 2005. — С. 8-12.
9. Основы православного вероучения [Текст] : учеб.-методич. пособие / В. А. Беляева, В. В. Жилина, О. Н. Ромашина; РГУ им. С. А. Есенина, Рязанское епархиальное управление. — СПб., М.; Рязань: РГУ, 2006. — 151с.
10. Школа переходит в новое качество: технология внедрения инноваций [Текст] / В. А. Беляева, А. А. Петренко // Народное образование. — 2010. — № 7. — С. 173—180